# Aphrosylopsis lineata
Aphrosylopsis lineata är en tvåvingeart som beskrevs av Lamb 1909. Aphrosylopsis lineata ingår i släktet Aphrosylopsis och familjen styltflugor. Inga underarter finns listade i Catalogue of Life.